# Волкодавов, Виктор Филиппович
Виктор Филиппович Волкодавов (1927—2005) — советский и российский учёный в области математического анализа, доктор физико-математических наук, профессор, заслуженный деятель науки РФ.

## Биография
Родился 16 сентября 1927 г. в Сталинграде в семье рабочего.
В 1942 г. окончил 7 классов средней школы. В составе народного ополчения участвовал в обороне Сталинграда. В 1942—1943 гг. работал на заводе «Красный Октябрь» сначала учеником токаря, затем токарем-универсалом. Находясь в цехе, был тяжело ранен во время бомбежки: потерял правую руку и глаза (полностью ослеп).
В 1945 г. в Куйбышеве поступил в 8 класс специальной школы-интерната, в которой получил среднее образование.
В 1948—1952 гг. учился на физико-математическом факультете Куйбышевского педагогического института, после его окончания оставлен в аспирантуре при кафедре математического анализа (научный руководитель профессор Пулькин С. П.). С 1956 по 2005 г. работал на той же кафедре: ассистент, старший преподаватель, доцент, профессор.
В 1964 г. защитил кандидатскую диссертацию «К вопросу о решении задачи T для общего линейного уравнения типа Трикоми», в 1974 г. —докторскую диссертацию:
- Принцип локального экстремума и его применение к решению краевых задач для дифференциальных уравнений с частными производными: диссертация … доктора физико-математических наук: 01.00.00. — Куйбышев, 1968. — 228 с.

Учёные звания: доцент (21.03.1966), профессор (14.10.1975).
Подготовил 60 кандидатов наук, некоторые из которых в дальнейшем защитили докторские диссертации.
Умер в Самаре в 2005 году.

## Награды и почётные звания
- Заслуженный деятель науки РФ (1998).

- «За добросовестный труд в ознаменование 100-летия со дня рождения В. И. Ленина» (1970),
- «За доблестный труд» (1990),
- «Ветеран труда» (1985),

- «Отличник народного просвещения РСФСР» (1977),
- «Отличник народного просвещения СССР» (1981).

## Сочинения
- Интегральные уравнения Вольтерра первого рода с некоторыми специальными функциями в ядрах и их приложения / В. Ф. Волкодавов, Н. Я. Николаев; Науч. ред. В. В. Азовский. — Самара: Самар. ун-т, 1992. — 98,[1] с.; 21 см.
- Метод Римана-Адамара для уравнения Эйлера-Дарбу и его применение: [Науч.-метод. пособие] / Волкодавов В. Ф., Жуков В. Е.; М-во образования РФ. Самар. гос. пед. ун-т. — Самара: Изд-во СамГПУ, 2002. — 29, [1] с.; 21 см.
- Краевые задачи для уравнения Эйлера — Пуассона — Дарбу [Текст]: учебное пособиек спецкурсу «Уравнения математической физики» / В. Ф. Волкодавов, Н. Я. Николаев; Куйбышевский пед. ин-т им. В. В. Куйбышева. — Куйбышев: КГПИ, 1984. — 80 с.; 20 см.
- Линейные неклассические дифференциальные уравнения с частными производными второго порядка с разрывными коэффициентами: Учеб. пособие к спецкурсу для студентов физ.-мат. фак. / В. Ф. Волкодавов, Ю. И. Федоров; Куйбышев. гос. пед. ин-т им. В. В. Куйбышева. — Куйбышев: КГПИ, 1989. — 52 с.; 20 см.
- О некоторых свойствах гипергеометрических функций [Текст]: Руководство для слушателей ФПК / МВ и ССО РСФСР. Куйбышев. политехн. ин-т им. В. В. Куйбышева. Фак. повышения квалификации преподавателей математики вузов. — Куйбышев: [б. и.], 1971. — 43 с.; 20 см.